# نورمان هوتون
نورمان هوتون (بالإنجليزية: Norm Houghton)‏ هو مؤرخ أسترالي، ولد في 1948.